# فرانکلین اچ. المور
فرانکلین اچ. المور (به انگلیسی: Franklin Harper Elmore) سناتور سابق عضو حزب دموکرات ایالات متحده آمریکا بود. وی در سال ۱۸۵۰ میلادی سناتور ایالت کارولینای جنوبی در سنای ایالات متحده آمریکا بود.